# Abdoulaye Traoré (réalisateur)
Abdoulaye Traoré né le 2 janvier 1992 à Kankan, est un réalisateur, scénariste et producteur de cinéma guinéen.

## Biographie
Abdoulaye Traoré né le 2 janvier 1992 à Kankan, en Haute Guinée. il suit une formation universitaire en droit, il se tourne dès 2007 vers le cinéma, en autodidacte.

## Carrière
Abdoulaye est le fondateur la structure de production audiovisuelle Société Générale du Cinéma et Musique (SGCM)  basée en Guinée. Parallèlement à son activité de création, il s'investit dans la professionnalisation du secteur culturel à travers des campagnes, des festivals et des ateliers.
En 2023, il réalise Le Destin de Bineta, un long-métrage dramatique traitant des pressions familiales et sociales autour d’une jeune fille guinéenne. Le film est projeté en avant-première au Centre culturel franco-guinéen à Conakry le 23 juin 2023.
Abdoulaye Traoré est également l’un des organisateurs du Festival International du Film Espoir (FIFE), un événement cinématographique qui promeut des œuvres abordant des thématiques sociales telles que la paix, les droits humains et les violences faites aux femmes,.

## Filmographie

### Longs métrages
- 2023 : Le Destin de Bineta – Réalisateur, scénariste, producteur

### Courts métrages
- 2023 : L’Existence – Réalisateur, producteur
- 2020 : On Veut Tous Aller à l’École – Réalisateur, producteur
- 2010 : Matou Face à l’Échec – Co-réalisateur
- 2010 : La Fille d’Autrui – Co-réalisateur

### Documentaires
- 2021 : Culture Baga – Réalisateur, producteur

### Sensibilisation / projets spéciaux
- 2013 : Ne Vas Pas – Immigration Clandestine 1 – Co-réalisateur
- 2014 : Film de sensibilisation sur le virus Ebola – Réalisateur
- 2020 : Alerte Rouge COVID-19 – Réalisateur